# Reyrieux (tổng)
Tổng Reyrieux là một tổng của Pháp nằm ở tỉnh Ain trong vùng Rhône-Alpes.

## Địa lý
Tổng này được tổ chức xung quanh Reyrieux ở quận Bourg-en-Bresse. Độ cao ở đây từ 163 m (Reyrieux) đến 321 m (Mionnay) với độ cao trung bình 266 m.

## Hành chính
| Giai đoạn | Ủy viên        | Đảng | Tư cách |
| --------- | -------------- | ---- | ------- |
| 2008-2014 | Olivier Eyraud | UMP  |         |
| 2001-2008 | Olivier Eyraud | RPR  |         |

## Số đơn vị
Tổng Reyrieux groupe 13 xã và có dân số 19 957 dân (theo điều tra dân số năm 1999, số lượng không tính trùng).
| Xã                       | Dân số | Mã bưu chính | Mã insee |
| ------------------------ | ------ | ------------ | -------- |
| Ars-sur-Formans          | 1 102  | 01480        | 01021    |
| Civrieux                 | 1 079  | 01390        | 01105    |
| Massieux                 | 2 120  | 01600        | 01238    |
| Mionnay                  | 2 109  | 01390        | 01248    |
| Misérieux                | 1 430  | 01600        | 01250    |
| Parcieux                 | 909    | 01600        | 01285    |
| Rancé                    | 498    | 01390        | 01318    |
| Reyrieux                 | 3 683  | 01600        | 01322    |
| Saint-André-de-Corcy     | 3 101  | 01390        | 01333    |
| Sainte-Euphémie          | 1 118  | 01600        | 01353    |
| Saint-Jean-de-Thurigneux | 554    | 01390        | 01362    |
| Toussieux                | 727    | 01600        | 01423    |
| Tramoyes                 | 1 527  | 01390        | 01424    |

## Biến động dân số
| 1962                                                     | 1968  | 1975  | 1982   | 1990   | 1999   |
| -------------------------------------------------------- | ----- | ----- | ------ | ------ | ------ |
| 5 695                                                    | 6 028 | 7 544 | 12 353 | 15 646 | 19 957 |
| Nombre retenu à partir de 1962 : dân số không tính trùng |       |       |        |        |        |